# Energiaital

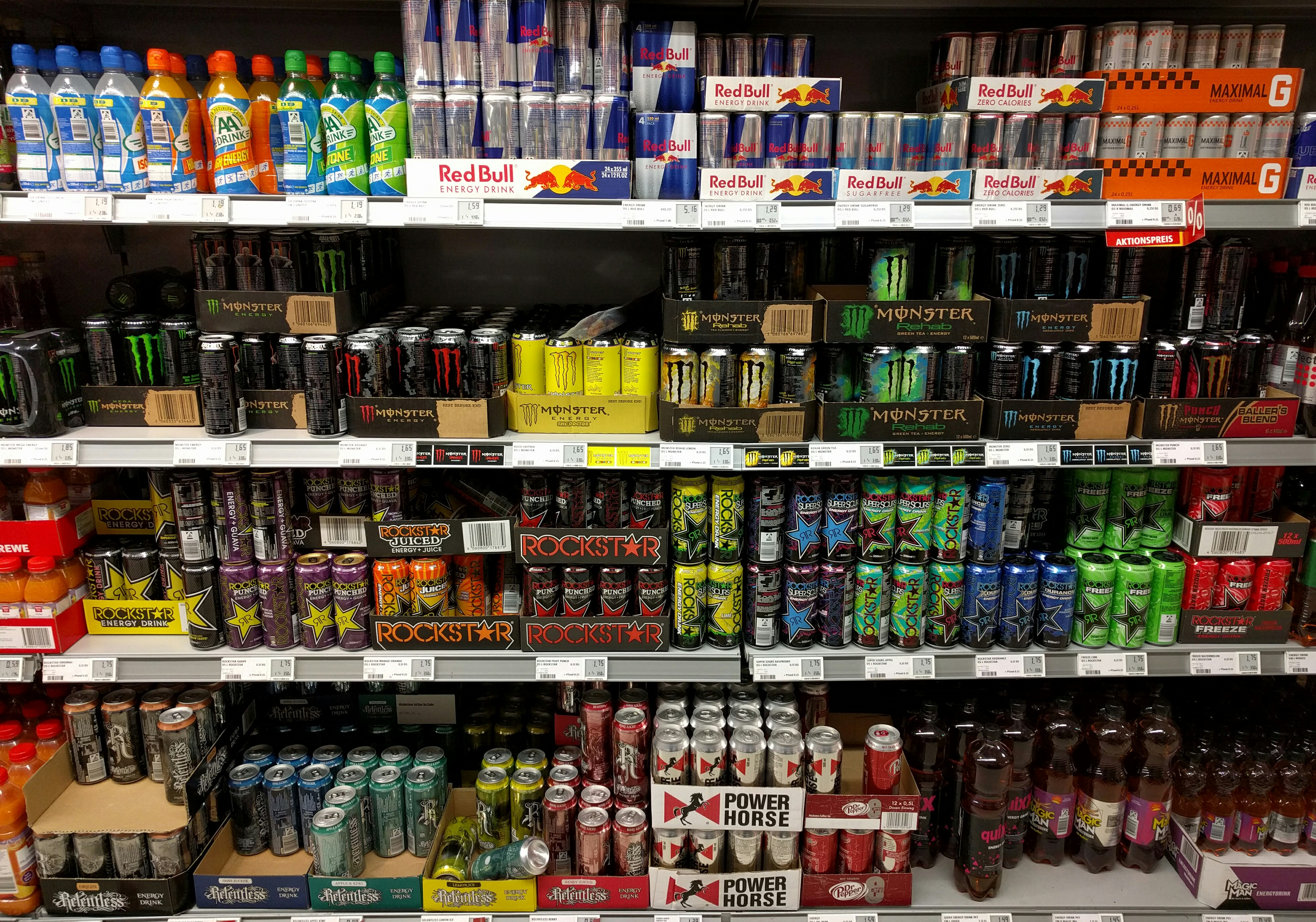
Különböző energiaitalok

Az energiaital egy táplálékkiegészítő, olyan funkcionális ital, amely egy bizonyos ideig fokozza az emberi szervezet anyagcseréjét, az ébrenlétet és a teljesítőképességet. Nem üdítőital, nem sportital és nem víz.

Főbb összetevői a cukor, a koffein és B-vitaminok, illetve a taurin, inozitol. 

## Jogi szabályozása
Az energiaitalok  forgalmazásához a legtöbb országban az élelmiszeripari hatóság egyszerű engedélye szükséges.[forrás?] Vannak azonban olyan országok is, ahol az energiaitalok normál italként történő fogalmazása, értékesítése tilos, például:
- Franciaország
- Olaszország
- Dánia
- Norvégia[forrás?]

Franciaországban csak taurin nélküli energiaitalok forgalmazása engedélyezett. Magyarországon bár nem tilos a forgalmazása, olyan mértékű adót vetettek ki a taurin tartalmú italokra, hogy az szinte az összes energiaitalból eltűnt és más, hasonló hatású anyaggal próbálják helyettesíteni.
Magyarországon népegészségügyi termékadó terheli.

## Tipikus összetevői

### Taurin
A taurin (2-aminoetán-szulfonsav, H2N−CH2−CH2−SO2−OH) nem fehérjeépítő aminosav (pontosabban aminoszulfonsav, ezeket meg szokás különböztetni a hagyományos aminosavaktól).
A taurin az emberi szervezetben is előforduló kéntartamú aminoszulfonsav, amely legnagyobb mennyiségben az agyban és az idegrendszerben található meg. Az emberi szervezetben kilogrammonként 1 gramm taurin van. Legfőbb forrásai a tenger gyümölcsei (kagyló, rák) és a hal. Alkoholban nem, forró vízben viszont jól oldódik. Az emberi szervezetben, az idegrendszerben és az izmok működésében is sokrétű, részben még nem teljesen tisztázott szerepe van. Stabilizálja a sejtmembránokat és szabályozza a kalciumkoncentrációt. Csökkenti az ionsokk kialakulásának kockázatát. Különböző módokon részt vesz a teljesítmény és az egészség megőrzésének folyamataiban, stabilizálja az agy neurotranszmitterjeinek szintjét. Az izmokban alapvető tápanyagok sejtekbe juttatásával segíti azok működését. Hatással van az inzulin és az adrenalin szintjére, az anyagcserére, a zsiradékok emésztésére, az immunrendszerre, valamint a koleszterinszintre. Magas szintje az izmokban kedvezően befolyásolja a kalcium és a glükóz izomsejtekbe jutását folyamatos terhelés esetén is, így csökken az izmok károsodásának a veszélye.
Extrém magas mennyiségek toxicitást okoznak, ami hasmenést, depressziót, rövid távú memóriavesztést, elvonási tüneteket és gyomorfekélyt eredményezhet.

### Koffein
A koffein (INN: caffeine) (1,3,7-trimetil-xantin, C8H10N4O2) fehér, keserű ízű, kristályos vegyület.
A kávé (1–1,5%), tea (2–5%) és kóladió (kb. 1,5%) alkaloidja. Kis mennyiségben a kakaóbab is tartalmazza. Amíg nem sikerült azonosítani, a teában lévő élénkítő anyagot a koffeintől eltérőnek tartották, és teinnek (vagy tininnek) nevezték, azonban kiderült, hogy a két vegyület egy és ugyanaz.
Olvadáspontja: 238 °C, 178 °C felett szublimál.
A központi idegrendszert izgatja, élénkíti a szívműködést, javítja a szellemi funkciókat, csökkenti a fáradtságot és álmosságot. Az agy légzőközpontjának ingerlése révén növeli a légzés térfogatát és frekvenciáját. Az izmok teljesítőképességét fokozza. Az agyalapi vegetatív központok izgatása révén emeli a testhőmérsékletet, a mellékveséből adrenalint vesz el, hatására a veseerek tágulása miatt fokozódik a vizeletkiválasztás. A nem kábító fájdalomcsillapítók hatását erősíti (elsősorban fejfájás esetén hatásos).
Egyszeri 250 mg feletti adagja veszélyes lehet, növeli az infarktus, illetve az agyvérzés kockázatát. [forrás?]

### B2-vitamin
A B2-vitamin (E101)vízben oldódó vitamin, riboflavin névvel is illetik. A riboflavin foszforilált formája a flavoproteinek koenzime, a flavin-mononukleotid és a flavin-adenin-dinukleotid alkotórésze. A flavoproteinek lényegesek a szöveti légzésben és méregtelenítésben. A vastagbél baktériumai is elő tudják állítani, ezért a hiánya nem túl gyakori, leginkább antibiotikumkezelésekhez kapcsolódóan alakul ki. Az immunrendszert támogatja, megnöveli a neutrofil kemotaktikus aktivitást. Részt vesz biológiai oxidációs folyamatokban, esszenciális aminosavak oxidatív enzimatikus átalakításában egyéb aminosavakká. Hiányában bőr és nyálkahártya tünetek jelentkeznek: a nyelv és szájnyálkahártya begyulladhat, a szájsarok berepedezhet, a szemfehérje eressé válhat, az arcon (orr, szem, száj) hámló bőrgyulladások jöhetnek létre. A vörösvérsejtek képzésében is részt vesz, hiányában vérszegénység is kialakulhat. Hiánya általában több vitamin hiányával együtt fordul elő. A pajzsmirigy hormontermelésében is közreműködik. Szükséges a B6-vitamin aktiválásához, és a triptofán niacinná alakításához. Fokozza az antioxidáns védelmet, a glutathion regenerálásában vesz részt. A riboflavin a májban a szervezetidegen anyagok (xenobiotikumok) lebontásához, átalakításához (metabolizmusához) is nélkülözhetetlen. Kiütések, bőrgyulladások kezelésére, migrén enyhítésére (nagy dózisokban, orvosi kontroll mellett), szürke hályog megelőzésére-kezelésére is használják (utóbbi indokoltsága megkérdőjelezhető). Sarlósejtes vérszegénységben napi kétszer 5 mg növelte a vas felszívódását. Szervezetünk valószínűleg egyszerre nem tud 20 mg riboflavinnál többet felvenni.
Étrend-kiegészítőkben néha bioaktívabb foszfátszármazéka (riboflavin-5-foszfát) fordul elő. A riboflavin fény hatására bomlik, ám a főzés nem teszi tönkre.
A napi szükséglet: 3–6 mg
A vizeletet sárgára színezheti, megadózisai hasmenést és fokozott vizeletelválasztást válthatnak ki. Viszketés, zsibbadás, égő érzés, fényérzékenység felléphet, különösen 100 mg-nál nagyobb adagok egyszerre történő elfogyasztása esetén.

### B5-vitamin
A B5-vitamin, más néven pantoténsav testünk minden sejtje számára szükséges anyag. „Stresszellenes” vitaminként is emlegetik, mivel mellékvese hormonok és fontos agyi neurotranszmitterek - kémiai ingerületátvivő molekulák, melyek az idegrendszer funkcióit szabályozzák - termelésében játszik kulcsszerepet. A pantoténsav a felhasználható zsírok elégetését, és a mellékveséket, valamint az immun- és idegrendszert is támogatja. A B5 vitamint – elsősorban B-komplexek vagy multivitaminok alkotóelemeiként – széles körben alkalmazzák, hogy javítsák az általános egészségi állapotot, továbbá hogy megnöveljék a hosszan tartó fizikai aktivitásból adódó stressz elleni védekezőképességet. Néhány orvos magas koleszterinszintű, arthritiszes fájdalomtól, allergiától vagy gyomorégéstől szenvedő pácienseinek is javasolja használatát. A pantoténsav hiánytünetei a következők:
1. Haj és fejbőr rendellenességek
2. Fáradtság/gyengeség
3. Insomnia/alvászavarok
4. Bélrendszeri megbetegedések
5. Kéz-és lábzsibbadás

Kutatások alapján a pantoténsav a következő tünetek kezelésekor lehet hasznos:
1. Szorongás, depresszió
2. Stressz
3. Migrénes fejfájás
4. Alkoholizmus
5. Herpesz
6. Artritisz
7. Különféle fájdalmak

Bár a B5-vitaminnak sokféle hasznos tulajdonsága van, inkább B-komplexek vagy jó minőségű multivitaminok alkotóelemeként találkozhatunk vele. Vannak példák a B5-vitamin önálló használatára, például hiánytünetek semlegesítése, a neurotranszmitterek termelésének elősegítése, a zsíranyagcsere, a koncentrációképesség továbbá más testi funkciók támogatása céljából történő alkalmazása.
A pantoténsav ajánlott napi mennyisége kb. 10 mg

### Inozitol
A glükóz izomerjének tekinthető, összegképletük – C6H12O6 – azonos, de nem a cukrok, hanem a cukoralkoholok közé tartozó vegyület.
Aktív formája, a foszfatidil-inozitol szabályozza a sejtmembránok működését és hozzájárul azok épségéhez, továbbá szerepe van az idegek ingerület-továbbításában és a zsírok szervezeten belüli transzportjában. Akárcsak a kolin, az inozitol is lipotróp anyag, ami azt jelenti, hogy nagyban megakadályozza a zsír lerakódását a májban, ezáltal védi ezt a szervet, melynek igen sok betegsége az elzsírosodásra vezethető vissza. Az inozitol nyugtató, hangulatjavító hatását elég sok kísérlet megerősítette, melyekben képes volt helyettesíteni depressziósok, illetve pánikbetegek gyógyszereit, mindez azonban csak extrém magas, kb. 12 grammos napi inozitol adagra érvényes. További előnyöei: csökkenti a koleszterinszintet, rendkívül fontos a haj egészséges növekedéséhez, véd az erek megkeményedése ellen, segít elmulasztani az ekcémát.[forrás?]
Étkezés után, bő vízzel, naponta 3-szor 250–500 mg kell szedni, amennyiben a máj működését, vagy diétáját szeretnénk elősegíteni vele.[forrás?]

### Guarana
A guarana egy örökzöld kúszónövény, mely az Amazonas esőerdeiben őshonos, és elsősorban Brazíliában termesztik.
A meglepő igazság a guaranával kapcsolatban az, hogy számottevően segít időszakosan fokozni az energiaszintet (ami intenzív edzés előtt vagy reggel, ébredés után jó kis „pörgető” hatást jelent), zsírokat lebontó és mobilizáló, energiává történő felhasználásukat elősegítő hatása egyfajta természetes zsírégetővé teszi. A guaranát tipikusan más stimuláló növényekkel kombinálják, hogy így fokozzák zsírégető tulajdonságait. Lásd: koffein.
A guarana a szexuális ösztönöket is fokozza. Csökkenti az öngyilkossági hajlamot.
A javasolt felhasználandó mennyiséget általában 500 és 1000 mg között határozzák meg, napi 3 alkalommal.
A guaranát 22% koffeinre szokás standardizálni – egyszerűen szólva, 200 mg koffeinnel egyenértékű mennyiséghez 900 mg guaranára van szükségünk.

### Ginszeng
A ginszeng egy adaptogén növény, melyet világszerte ismernek immunrendszer erősítő, agykapacitást növelő, szívet megóvó és stresszcsökkentő hatásairól. A gyógynövény-kereskedők „normalizáló” vagy „erősítő” anyagként emlegetik, és azt állítják, hogy automatikusan a test azon részében kerül felhasználásra, ahol szükség van rá. Kutatások alapján a panax ginszeng a következő tünetek kezelésekor lehet hasznos:
1. Vírusos fertőzések
2. Májgyulladás
3. Herpesz
4. Függőségek
5. depresszió
6. Fáradtság/gyengeség
7. Stressz
8. Sugárbetegség

A ginszengből általában napi 250–500 mg ginszengkivonatot ajánlanak.
A túlzott mennyiségek fogyasztása álmatlanságot, orrvérzést, fejfájást, idegességet, hasmenést, bőrkiütéseket és hányingert okozhat.

### B6-vitamin
Általánosan ajánlott: szív- és érrendszeri betegségek, valamint a szélütés megelőzésére, depressziós tünetek enyhítésére, álmatlanság enyhítésére, alagút-szindróma kezelésére, a premenstruációs szindróma tüneteinek csökkentésére, asztmás rohamok enyhítésére.
Minden más vitaminnál, vagy ásványi anyagnál több folyamatban vesz részt a szervezetünkben.
A B6-vitamin vízben oldódó vitamin, elterjedt neve még a piridoxin is.
B6-vitamin hiányában bőr- és nyálkahártyatünetek, vérzékenység jelentkeznek. Hajhullás, repedezett, száraz bőr alakulhat ki. Általános tünetek: gyengeség, levertség, fáradtság léphetnek fel.
A B6 képes lehet növelni a szénhidrát anyagcsere hatékonyságát a glikogén lebontás fokozásán keresztül. Az idegrendszer és bőr működésében is részt vesz, de a csontok kollagén képzésében és a hemoglobin szintézisében is alapvető szerepe van. Fokozza a magnézium bejutását a szívizomzatba. Hányáscsillapító tulajdonsággal rendelkezik, ezért terhesség, sugárterápia esetén szedik. A hiánya az immunrendszer működésének gyengülésével jár, elősegíti az érelmeszesedés létrejöttét a homocisztein metabolizmusában bekövetkező zavar miatt, de szőrzet kihullás, bőr- és ideggyulladás, általános gyengeség is kialakulhat.
Napi ajánlott mennyiség (RDA) szerint 2,4 mg felnőtteknek. A modernebb felfogás szerint azonban több, kiegészítőkkel gyakran 15–50 mg/nap mennyiségben is célszerű bevinni.
B6-vitamin túladagolása idegkárosodást okozhat, amely azonban a vitaminszedés megszüntetésével visszafordítható.

### B12-vitamin
A B12-vitamin, vagy más néven ciano-kobalamin egy metil-donor. A metil-donorok olyan anyagok, melyek metil-csoportokat (egy szén és három hidrogén atomból álló molekuláris rész - funkciós csoport) képesek bevinni más molekulákba, például a sejthártya alkotóiba és neurotranszmitterekbe. A ciano-kobalamin metil-donorként vesz részt a metionin homociszteinből történő visszaalakításában, illetve más energiafelszabadító és idegrendszeri folyamatokban.
A ciano-kobalamin, mint azt a B-vitaminok közé sorolás is mutatja, egy vízben oldódó vitamin. Rendkívül bonyolult kémiai struktúra. 
Létfontosságú folyamatokban vesz részt: alapvető szerepet játszik a sejtszintű anyagcserében, különösen a DNS és RNS szintézisében. Elengedhetetlen a vörösvérsejtek képződéséhez is.
Ezenkívül a B12-vitaminra szükség van az idegeket borító hüvely, a myelin képződéséhez, emiatt fontos a sclerosis multiplex kezelésében is, ami az ideghüvelyek roncsolódásával jár együtt.

### További előnyei
- Idegvédő hatása nemcsak a myelin képzésében jelentkezik, de semlegesíti, megköti a táplálkozással és dohányzással bevitt idegkárosító cianidokat is. Hatásos lehet idegfájdalom, zsibbadás, fülzúgás esetén is.
- A homocisztein szintjének csökkentésével a vérben mérsékli bizonyos szív- és érrendszeri betegségek kialakulásának kockázatát.
- Segíthet megelőzni bizonyos ráktípusokat, pl. tüdőrák - lásd szabad gyök megkötő hatás.
- Hangulatjavító hatása lehet, így enyhítheti a depressziót.
- Szerepe lehet az Alzheimer-kór megelőzésében, illetve a sclerosis multiplex kezelésében.
- És főleg: a B12-vitamin létfontosságú a vérképzésben, a nem megfelelő bevitel vészes vérszegénységhez, idegkárosodáshoz vezet, mely a harmadik világ fejletlenebb országaiban százmilliók betegsége napjainkban is.

A különböző egészségügyi szervezetek által ajánlott napi adag felnőtteknek 3 µg körül van, gyerekeknél valamivel alacsonyabb, 1 és 2 µg között.
( µg a milligramm ezred része, tehát 1000 µg = 1 mg )
Parenterális bevitel esetén néha allergiás reakciók (pl. kiütések) jelentkeznek. Orálisan szedve szinte semmiféle mellékhatásról nem tudni.

### Niacin
A niacin B3-vitaminként és PP faktorként is ismert. A nikotinsavat 1867-ben vonta ki Huber dohánylevélből, de vitamin funkcióját ekkor még nem fedezték fel. Hiánybetegségét, a durva bőrt (pelle agra) már 1735-ben megfigyelték, de csak 1915-ben igazolta Goldberg, hogy a betegség kialakulásának táplálkozási okai vannak. 1937-ben Elvehjem és Spies mutatta ki pellagra-preventív (PP) tulajdonságát.
A B3-vitaminnak vitaminként két azonos aktivitású molekulája van, a nikotinsav és a nikotinamid. Testünkben a nikotinamid az aktív forma, nagy része nikotinamid-adenin-dinukleotid (NAD) és nikotinamid-adenin-dinukleotid-foszfát-ként (NADP) fordul elő szervezetünkben. Ezek számos enzim működéséhez szükségesek. A szénhidrát, zsír és fehérje metabolizmusban nélkülözhetetlenek, a sejtek elektronszállításában is óriási szerepük van. Legnagyobb raktára a máj. Fehérjében gazdag táplálkozás esetén nem alakul ki hiányállapot (ez manapság csak fejlődő országokban gyakori), mivel a triptofán nevű esszenciális aminosavból is képződik testünkben niacin.
Vízben oldódó vitamin, túladagolása nem ismert.
A B3 szerepet játszik a nemi hormonok, a tiroxin és az inzulin szintézisében is. A két vegyület egyaránt megtalálható a különböző készítményekben, de a vitaminhiány megelőzésén kívül nem azonos a felhasználási körük. A niacin forma a vér koleszterinszintjét csökkenti hatásosan, míg a nikotinamid forma az ízületi gyulladás (reumatoid arthritis és osteoarthritis -arthritis ~ ízületi gyulladás) kezelésében hasznos. Utóbbi lassíthatja vagy meggátolhatja az I-es típusú cukorbetegség kialakulást, valamint antikarcinogén hatása is van. A nikotinamid növeli az inzulinérzékenységet és az inzulin szekréciót, több vélemény szerint is képes az I-es típusú cukorbetegség kezdeti fázisában kitolni az inzulinigény növekedésének bekövetkeztét.
Ajánlott bevitele nőknek 15 mg/nap, férfiaknak 18 mg/nap, állapotos és szoptató nőknek 17–20 mg/nap. Fogamzásgátló szedése, nagy terhelések növelik az igényt. Energiafogyasztásra vetítve 1000 kcal energiára kb. 6,6 mg niacinnal számolhatunk mint ajánlott mennyiséggel, de 15–20 mg/nap-ra diéta esetén is szükség van. Sportolók igénye 30–40 mg/nap.

## Ellenjavallat
Az ismertető címke általában hangsúlyozza, hogy az energiaital nem ajánlott:
- terhes nőknek,
- szoptatós anyáknak,
- magas vérnyomásban szenvedőknek,
- szívbetegeknek,
- koffein érzékeny személyeknek,
- alkohollal együtt fogyasztva,
- 14 éven aluli gyermekeknek.